# Lars Ulrich
Lars Ulrich (Gentofte, Dinamarca, 26 de desembre de 1963) és el bateria i membre fundador del grup de thrash metal Metallica. Al món estatunidenc, es considera com un dels vint grans bateries al costat de Mike Portnoy, Jason Bitner, Joey Jordison, Neil Peart, Mike Terrana, Aquiles Priester, Chris Adler, etc. La seva forma de tocar és molt variada, des dels ritmes senzills del The Black Album, fins a les complexes parts en molts dels CDs de Metallica, com en Master of Puppets, Ride the Lightning o en ...And Justice for All. Aquest últim és el disc amb els ritmes més difícils i complexos del grup.

## Biografia
Fill del tennista professional Torben Ulrich, i net de Einer Ulrich, ja en els seus primers anys va viatjar per tot el món per la dedicació familiar al tennis. El gust per a la música el va adquirir del seu pare: la passió de Torben Ulrich, a més de les pistes de tennis, era la música d'avantguarda, la qual va transmetre al seu fill, des del saxofonista de jazz Ornette Coleman fins a Jimi Hendrix.
Als deu anys, Lars va assistir al seu primer concert de rock a Copenhague, amb Deep Purple. Però el seu pare desitjava que seguís el seu camí: el tennis, per la qual cosa la seva educació estava centrada en aquell esport. Va arribar a ser un dels bons tennistes de Dinamarca en la categoria juvenil, situat en forma flotant entre el lloc 10 i 15 del rànquing, una posició prometedor. Però la música va romandre una passió massa forta. Quan jugava, s'imaginava com a bateria aporrinant amb uns pals unes capses de cartró a manera de bateria imitant un dels seus ídols, John Bonham de Led Zeppelin
El 1976, després de pregar «cinquanta mil vegades de genolls» la seva àvia li va regalar una bateria. Lars volia immediatament tocar amb un grup, però el seu pare li va aconsellar paciència: «Tracta primer de rebre lliçons de l'instrument», al que Lars va replicar: «Jo en puc aprendre en deu dies. Sempre he viscut per a això».
Lars Ulrich es va ficar de ple a escoltar els seus grups favorits de la New Wave of British Heavy Metal (NWOBHM), com Iron Maiden, Saxon, Trespass, Diamond Head i uns altres.
El 1979, el seu pare el va inscriure en una famosa acadèmia de tennis a Florida (Estats Units), la qual ell consideravauna «presó de tennis». L'any següent, tota la família es va traslladar des de Dinamarca a Newport Beach, Los Angeles. Allí la seva passió pel heavy metal es va palesar. La contradicció vital entre ser tennista professional o dedicar-se a la música era una neguit constant. Quan va viatjar a Europa es va retrobar amb la música dels seus favorits Diamond Head i fins i tot va romandre un temps amb la formació, i a Dinamarca va conèixer grups locals de heavy metal. Quan va retornar a Los Angeles havia decidit la seva destinació: la música. En aquests dies va conèixer el guitarrista del grup Anvil Chorus, Kurdt Vanderhoof, de San Francisco, qui ho va instar a sumar-se a la seva formació, però Lars desitjava romandre a Los Angeles.
Ulrich s'ha casat en tres ocasions. El primer fou el 1988 amb Debbie Jones, però es van divorciar dos anys després a causa de la constant absència d'Ulrich per poder enregistrar l'àlbum Metallica. La segona boda fou amb Skylar Satenstein de 1997 a 2004, amb la qual va tenir dos fills: Myles i Layne Ulrich. Llavors va tenir una relació sentimental amb l'actriu Connie Nielsen, van estar junts entre 2004 i 2012, i van tenir un fill: Bryce Thadeus Ulrich-Nielsen. El 2012 es va casar per tercera vegada amb la model Jessica Miller.
És un gran amant de la pintura i fins i tot disposa d'una col·lecció personal, entre els quals destaquen Self Portrait de Jean Michel Basquiat (1982).
Fou condecorat al seu país natal (Dinamarca) amb el guardó de Creu de Cavaller de l'Orde de la Dannebrog el 26 de maig de 2017 per la reina Margarida II de Dinamarca.

## Carrera musical
Ulrich va conèixer James Hetfield a Downey (Califòrnia) el 1981, i junts van formar Metallica. Se'l coneix com un pioner al thrash metal tocant la bateria, i bàsic tan en el so com en la popularitat de Metallica. A partir de l'àlbum Metallica va simplificar el seu estil i reduir el nombre de peces de la seva bateria de nou a set.
De les presentacions sense Metallica que ha fet, es recorda una amb Kirk Hammett i Kid Rock al Tonight's Show de Jay Leno i l'esdeveniment Grand Slam Jam, torneig de tennis i concert on Ulrich va jugar dobles amb John McEnroe contra la parella formada per Jim Courier i el baixista de R.E.M., Mike Mills, i contra Andre Agassi i el jugador dels Yankees, Paul O' Neill. Després dels enfrontaments, Ulrich a la bateria, McEnroe a la guitarra i veu, Mills als teclats i Courier a l'altra guitarra es van divertir tocant «Sweet Home Alabama» de Lynyrd Skynyrd, «Johnny B. Goode» de Chuck Berry i «Purple Haze» de Jimi Hendrix, entre d'altres, per més d'hora i mitjana.
En una entrevista a The Quietus l'estiu de 2008, Ulrich destaca la importància del criticat àlbum St. Anger per a la situació actual de la formació: «Sé que les persones no creuen que sigui un bon àlbum, ho comprenc i ho respecto. Sé que la gent ho troba molt difícil. Però el que jo tinc és un 100% de certesa que si no hagués estat per St. Anger, Death Magnetic no sonaria de la manera que sona. St. Anger havia de succeir: la gent pot no veure-hi res apreciable musicalment, la qual cosa respecte, però almenys cal respectar l'existència de St. Anger». «No me'n penedeixo gens de l'àlbum, al contrari, n'estic orgullós, orgullós pel fet de tenir el valor de veure-hi més enllà del mateix àlbum, ja que si no hagués estat per haver-nos reinventat completament durant el procés de composició de St. Anger, no solament no hi hauria Death Magnetic, sinó que segurament James Hetfield estaria en Nashville tocant música country, jo estaria produint pel·lícules i Kirk Hammett estaria de gira amb Joe Satriani».
Ulrich va crear el segell The Music Company el 1998 amb el comptable de Metallica, Tim Duffy. Van signar diversos grups com els canadencs DDT, els texans Goudie, Systematic d'Oakland, Califòrnia, i Brand New Inmortals, entre d'altres. Malauradament no van aconseguir l'èxit desitjat i van decidir tancar-lo l'any 2002.
Va debutar com a actor a la pel·lícula Hemingway & Gellhorn de HBO (2012), i també va fer un cameo a la pel·lícula Get Him to the Greek. El 2012 es va dedicar a realitzar el documental Mission to Lars, que tracta el viatge de Kate i Will Spicer amb el seu germà Tom, que pareix síndrome X fràgil, per tal de conèixer Ulrich en un concert de Metallica a Califòrnia l'any 2019.
El 4 d'abril de 2009 fou inclòs en el Rock and Roll Hall of Fame junt als altres membres de la banda Metallica (James Hetfield, Kirk Hammett i Robert Trujillo), Jason Newsted i Cliff Burton (anteriors baixistes de la banda), i va esdevenir el primer músic danès en aconseguir aquesta fita.

## Discografia

### Metallica
- Kill 'Em All (1983)
- Ride the Lightning (1984)
- Master of Puppets (1986)
- ...And Justice for All (1988)
- Metallica (1991)
- Load (1996)
- ReLoad (1997)
- St. Anger (2003)
- Death Magnetic (2008)
- Hardwired... to Self-Destruct (2016)

### Mercyful Fate
- In the Shadows – convidat en la cançó extra "Return of the Vampire ... 1993" (1993)